# Larsia africana
Larsia africana är en tvåvingeart som beskrevs av Lehmann 1979. Larsia africana ingår i släktet Larsia och familjen fjädermyggor.
Artens utbredningsområde är Kongo. Inga underarter finns listade i Catalogue of Life.